# Gildia (ekologia)
Gildia – w ekologii grupa gatunków o podobnym sposobie odżywiania się oraz korzystających z podobnych lub tych samych zasobów siedliska. Przykładem gildii są kolibry w lasach tropikalnych, odżywiające się nektarem kwiatów lub owady odżywiające się liśćmi danej rośliny (foliofagi: gąsienice motyli, larwy błonkówek, chrząszcze).
W hydrobiologii gildie to funkcjonalne grupy troficzne, przykładem których może być roślinożerny zooplankton, drapieżne ryby zjadające inne ryby, zoobentos odżywiający się mułem, zoobentos odżywiający się detrytusem itd.
Słowo pochodzi z języka niemieckiego – Gilde (związek) (zob. gildia).
Wyodrębnianie gildii w biocenozie (ekosystemie) jest pewnym uproszczeniem (niektóre gatunki w cyklu życiowym zmieniają źródło i sposób odżywiania się, czego przykładem jest wiele owadów z przeobrażeniem zupełnym, np. motyle – patrz ekon), lecz pozwala na wyodrębnienie zgrupowań w sensie funkcjonalnym. W niektórych biocenozach gatunki w obrębie gildii mogą się zastępować na różnych obszarach regionalnych lub geograficznych.